# Людовик I (герцог Бурбон)
Людовик I Великий (фр. Louis Ier le Grand; 1279 — 22 січня 1341) — військовий та політичний діяч, дипломат Французького королівства, 1-й герцог Бурбонський, граф Ла-Марський і Клермон-ан-Бовезі, принц крові, пер Франції, учасник Столітньої війни. Також мав прізвисько «Кульгавий» (фр. le Boiteux).

## Життєпис
Старший син Робера, графа Клермон-ан-Бовезі, та Беатріси Бургундської, сеньйори Бурбон. Народився 1279 року в Клермоні. Стає зброєносцем Філіппа IV, короля Франції. 1297 року звитяжив у битві біля Верне проти фламандців. 1302 року був учасником битви біля Куртре, де французьке військо зазнало поразки. Зумів вправно відступити зі своїм загоном до Лілля. 1304 року відзначився у новій битві проти фламандців — біля Монс-ен-Превеле, де французи перемогли. 1308 року брав участь у лицарському турнірі в Булоні на честь весілля Едуарда II, короля Англії, та Ізабели, доньки французького короля. Потім супроводжував французьку принцесу до Англії, де брав участь в її коронації.
1310 року оженився на представниці нідерландського роду Авенів. Того ж року після смерті матері стає сеньйором Бурбоном. 1311 року виступив посередником між Робертом III, графом Фландрії, та Вільгельмом I, графом Ено і Голландії. 1312 року призначається великим камергером Франції. Того ж року виконував дипломатичне доручення до імператора Генріха VII Люксембургу, з яким намагався домовитися щодо визнання французької влади над Ліоном та відмовити від наступу на Робера I, короля Неаполю.
За рішенням В'єннського собору повинен був стати одним з очільників нового хрестового походу. Проте далі Ліону він не просунувся, оскільки невдовзі більшість значущих феодалів відмовилося від участі.
1316 року після смерті короля Людовика X підтримав графа Філіппа де Пуатьє, який невдовзі став новим королем Франції. Невдовзі продав останньому права на карбування золотої і срібної монети в своїх землях за 15 тис. ліврів. Невдовзі помирає батько Людовика, й він отримує титул і землі графства Клермон-ан-Бовезі, увійшовши до королівської ради.
1321 року намагався викупити в Еда IV, герцога Бургундії, права на Фессалонікійське королівство і Ахейське князвство, втім угода не відбулася. Після смерті короля Філіппа V підтримував його брата Карла де Ла Марша, що став новим королем. Спільно з Карлом де Валуа брав участь в поході до Гієні, де захопив замки Монсегюр, Советер, Ажен, Кур-Сен-Моріс. 1327 року обміняв графство Клермон-ан-Бовезі на графство Ла Марш. Також отримав міста Іссуден, Сен-П'єр-ле-Мотьє та Монферран. 27 грудня того ж року сеньйорію Бурбоне було зведено в герцогство, а Людовик став його першим герцогом.
1328 року після смерті короля Карла IV підтримав кандидатуру Філіппа де Валуа, який став новим королем Франції. На дяку отримав титул пера Франції. Того ж року сприяв перемозі французького війська над повсталими фламандцями у битві біля Касселю. 1329 року відправлено послом до нового англійського короля Едуарда III, якого Людовик де Бурбон схилив до надання оммажу Філіппу VI Французькому за Гієнь. На дяку за це отримав графство Клермон-ан-Бовезі, яке було зведено у перство.
1333 року планував долучитися до нового хрестового походу, але початок Столітньої війни завадив цьому. Разом з королем брав участь у військовій кампанії 1338—1340 років, зокрема захопив замок Тюн л'Евек у 1339 році, а 1340 року захистив Турне. 1341 року очолив перемовини в Аррасі, де домовився з англійцями про 2-річне перемир'я. Невдовзі після цього помер. Йому спадкував старший син П'єр I.

## Родина
Дружина — Марія, донька Жана II д'Авена, графа Еноського і Голландського
Діти:
- П'єр (1311—1356), 2-й герцог Бурбонський
- Жанна (1313—1402), дружина Гі VII, граф де Форе
- Беатріс (1314—1383), дружина: 1) Яна Люксембурга, король Богемії; 2): Еда II, сеньйора де Гранса
- Маргарита (1313—1362), дружина: 1) Жана II, сеньйора де Сюллі; 2) Ютін, сеньйор де Вермейлен
- Марія (1315—1387), дружина: 1) Гі де Лузіньяна, князя Галілеї; 2) Роберта, князя Тарентського
- Філіппа (1316 — після 1327)
- Жак (1318)
- Жак (1319—1362), граф Ла-Марський, граф де Понтьє

- 4 бастарди